# The Born This Way Ball
The Born This Way Ball fue la tercera gira musical encabezada por la cantautora estadounidense Lady Gaga, a fin de promocionar su segundo álbum de estudio, Born This Way (2011). El recorrido inició el 27 de abril de 2012 en Seúl, Corea del Sur, y concluyó el 11 de febrero de 2013 en Montreal, Canadá. Inicialmente, se tenía previsto que terminase el 20 de marzo en la ciudad de Tulsa, Estados Unidos, pero debido a un desgarro del labrum en el área de la cadera que sufrió la intérprete, la compañía promotora de la gira, Live Nation, se vio obligada a cancelar todos los conciertos restantes para resguardar su salud. A lo largo del recorrido que duró diez meses, la cantante visitó África, América, Asia, Europa y Oceanía; por primera vez en su carrera, ofreció conciertos en países como Argentina, Bulgaria, Colombia, Estonia, Hong Kong y Sudáfrica.
La gira tuvo una excelente recepción tanto en la parte crítica como comercial. Especialistas de todo el mundo alabaron el espectáculo por su excentricidad, puesta en escena, teatralidad, energía y esencia. Además de ello, las entradas registraron gran demanda comercial, especialmente en Asia, Europa y Oceanía; en cuestión de minutos, se agotaron conciertos enteros para estadios en Francia, el Reino Unido, Rusia, Singapur y Tailandia. No obstante, en Asia hubo un gran número de manifestaciones religiosas que llevaron a la cancelación de un concierto agotado en Yakarta, Indonesia. Por otra parte, con un total de 98 recitales ofrecidos mundialmente, se vendieron 1 781 850 entradas, lo que dio una recaudación de $183 9 millones, lo que la convierte en una de las giras más exitosas de la década.
La sinopsis del concierto seguía a la cantante como una extraterrestre que había sido capturada por un gobierno espacial corrupto; ella consigue escapar y da nacimiento a una nueva raza sin prejuicios a fin de rebelarse. El escenario utilizada estuvo inspirado en un castillo medieval que mantiene el récord de la estructura más grande jamás construida para una gira musical. Algunos atuendos incluyen una motocicleta, en representación de la portada de Born This Way, así como carne de látex, parodia al vestido de carne utilizado por la cantante en los MTV Video Music Awards de 2010. El listado de canciones incluyó todos los temas de Born This Way, así como algunos de los mayores éxitos anteriores de Gaga, como «Just Dance», «Poker Face» y «Bad Romance». En los Billboard Touring Awards de 2012, ganó el premio a la mejor gira del año elegida por los admiradores.

## Antecedentes

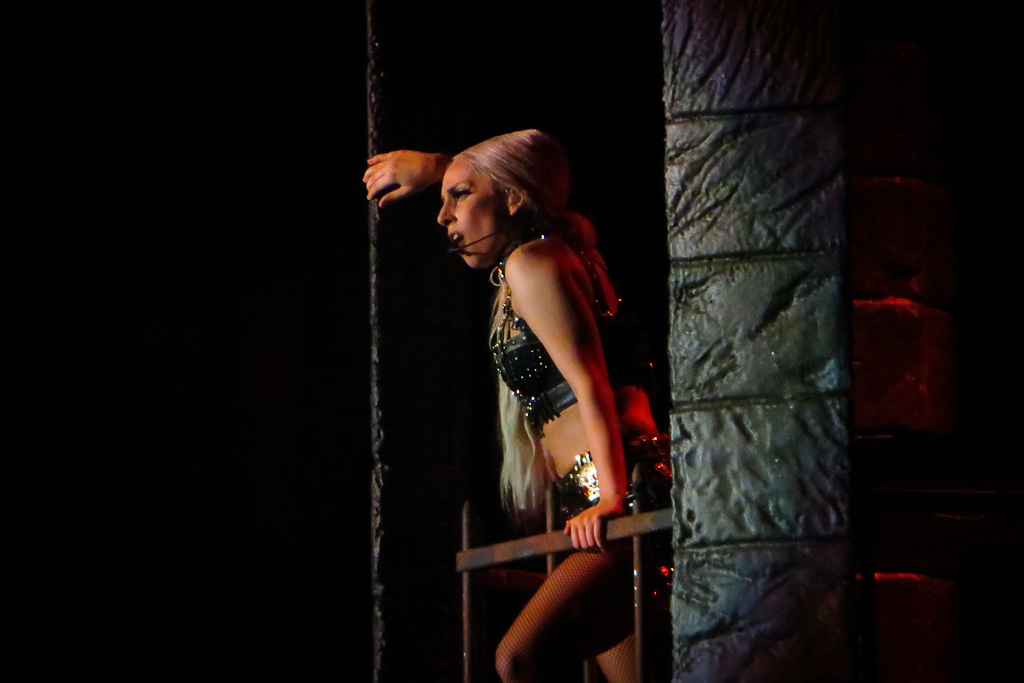
Lady Gaga interpretando «The Edge of Glory» en la gira.

Por su paso por México en 2011, Gaga confirmó que realizaría una nueva gira en 2012 para promocionar Born This Way, incluyendo a Latinoamérica como parte del recorrido por primera vez. En noviembre del 2011, su productor DJ White Shadow, afirmó que la cantante estaba «haciendo [preparaciones] para el próximo round de sus giras». Por otro lado, Fernando Garibay, quien trabajó con Gaga en los álbumes The Fame Monster (2009) y Born This Way (2011), explicó el concepto de la gira y comentó:

«[Born This Way] fue el álbum más personal [de la cantante, debido a] la cantidad de detalles que entraron en este disco, la cantidad de pasión, la emoción de ella y el equipo [...] cada canción era una historia hacia el tema de Born This Way. Ahora estamos muy contentos de poner esto en una gira, expresándolo en un [gran] nivel de una interpretación en directo».

El 7 de febrero de 2012, fue revelado el póster oficial, en él se muestra a una «imagen omnisciente» de Gaga mirando hacia un castillo, donde la cantante aparece fusionada con un keytar, rodeada de hombres con traje. Ray Waddell de Billboard lo describió como un «extraño póster que retrata al ball como un cursi [concierto] medieval, que se encuentra dentro un castillo de los 80». Al día siguiente, a través de su cuenta de Twitter, la interpreté reveló las fechas de la gira. Asimismo, el 15 de febrero del mismo año, se anunciaron nuevas presentaciones en Oceanía, mientras que el 10 de abril de 2012, las de Europa. El 18 de junio y 6 de agosto se confirmaron las primeras presentaciones de la cantante en Sudáfrica y Latinoamérica, respectivamente. El 5 de septiembre se anunciaron veintiséis nuevas fechas de la gira para los Estados Unidos y Canadá.
Posteriormente, fue confirmado que el DJ alemán Zedd, Lady Starlight, la banda británica The Darkness y el joven DJ Madeon, fueron elegidos como actos de apertura durante la gira.

## Desarrollo
Los ensayos para la gira transcurrieron durante un mes y medio. El escenario del espectáculo fue diseñado por la intérprete y su equipo creativo, Haus of Gaga, el cual toma lugar en un castillo diseñado con temática gótica, el cual incluye unas torres de observación, este está conformado por 5 pisos, con una altura de 25 metros y un largo de 80 metros. La cantante reveló el diseño del escenario a través de su cuenta de Twitter: «Estoy tan emocionada. El Haus ha estado trabajando muy duro, no podemos esperar a que lo vean [...] Los amo Little Monsters, [es] el mejor momento de sus vidas». Según James Fairorth de Tait Towers —quien construyó el escenario—, «es la mayor estructura escénica que jamás se haya construido para una gira [...] ocupa quince tráileres de 53 pies de largo para mover el castillo y el escenario principal». Por otro lado, el escenario incluye una pasarela que se extiende a la derecha de la audiencia, la cual fue descrita como el Monster Pit. Gaga declaró: «Para darles un poco de información sobre el diseño de mi nueva gira, el área central que está dentro del escenario será conocida como "Monster Pit". Es de admisión general solamente, y los Little Monsters ingresarán cuando lleguen al estadio. El ingreso al Monster Pit está relegado a los fans que llegan primero, esperan toda la noche y se visten para la gala. Todas las noches Haus of Gaga elegirá fanes del Monster Pit a pasar al backstage y conocerme. Estas entradas no son más caras».
Acerca del escenario, Gaga comentó:

«Todo comenzó un día cuando me pregunté por qué nadie nunca había puesto un castillo en un escenario. Entonces se me ocurrió crear esta fortaleza como metáfora para la fuerza, para el espíritu revolucionario. Es la historia de mi vida, de cómo yo en realidad soy una creación de mis fans y de cómo ahora siento que mis primeros tres álbumes fueron solo el principio de todo. De eso se trata la gira Born This Way Ball. Para mí es algo así como la "Star Wars" de las giras, es como mi Episodio I».

Además, Versace, Armani y Moschino, colaboraron en el diseño de los trajes usados durante la gira. Como parte de su promoción, cuatro bocetos diseñados por Giorgio Armani fueron revelados a la prensa previamente.

## Recepción

### Crítica
The Born This Way Ball ha recibido críticas positivas por los especialistas. Al comentar sobre su interpretación en Corea del Sur, Cho Chung-un del periódico The Korea Herald opinó que la cantante cautivó a la audiencia con «sus trajes de escena e interpretaciones provocativas, pero creativas [...] con instalaciones de etapas innovadoras e impresionantes ideas». Kwaak Je-yup del periódico The Korea Times, comentó que «la fuerte audiencia de 45 000 [personas] en la noche inaugural de su gira mundial en el Estadio Olímpico de Seúl, fueron invitados a un espectáculo muy entretenido, con canto y baile impresionante, así como la imaginación aplicada a sus amplios trajes y escenografías», a pesar de que afirmó que «no está claro, si ella cumplió su promesa a sus seguidores de Twitter, [diciendo] que iba a entregar "la gira de su vida"».
Yahoo! Singapore dio una crítica positiva de la actuación de Gaga en Singapur, comentando que era «a veces chocante, suavemente obsceno y muy normalmente extraño». Sin embargo, ABS-CBN, una importante red comercial de televisión filipina, escribió de manera menos favorable, diciendo: «Hubo un momento en que Lady Gaga, a pesar de su excentricidad y su alcance, fachada colorida, tenía cierta apariencia de humanidad y crudeza en sus actuaciones. Este no fue el momento [indicado]. No hasta el final, por lo menos». The New Zealand Herald comentó que «es obvio que Gaga cree en su mensaje, se puede sentir en su voz. Detrás de todas las luces, el brillo, la carne, las armas y los sujetadores explosivos es una cantante de talento excepcional».
La revisión musical del sitio rumano BestMusic escribió que «Lady Gaga hizo del concierto en Bucarest un verdadero espectáculo, cuya producción será extraordinariamente difícil de igualar». El Born This Way Ball fue etiquetado como el «mejor espectáculo del año» y «uno de los hechos más sorprendentes en años en Lituania» por la publicación ATN, quien también elogió los trajes de Lady Gaga, su escenografía y los temas que se exploran en el espectáculo. Neil McCormick, de The Telegraph galardonó al 'Born This Way Ball' en Helsinki con cuatro estrellas, escribiendo que el espectáculo «es bastante espectacular... y muy espectacularmente loco», mencionando que Gaga «ocupa la principal posición como estrella pop del siglo XXI». Sin embargo, criticó el carácter restrictivo de varios trajes y sentía que la premisa de la demostración era demasiado extravagante y se fue diluyendo mientras transcurría. La Expressen News Corporation de Suecia dio al recital cinco estrellas, creyendo que «las dos horas y media de espectáculo es de lejos el más lujoso y excéntrico show [que habían] visto jamás». Agregó: «Gaga tuvo destellos de humor... y empujes políticos inteligentes», y que fue íntimo y promocionó la libre expresión y el amor». Los espectáculos en el Reino Unido fueron también alabados por los medios de comunicación. The Guardian dio el espectáculo cuatro de cinco estrellas, afirmando que «la perfecta coreografía fue fenomenal. Pero es curioso cuando esta estrella sabotea la astucia que tiene para parecerse más a sí misma».

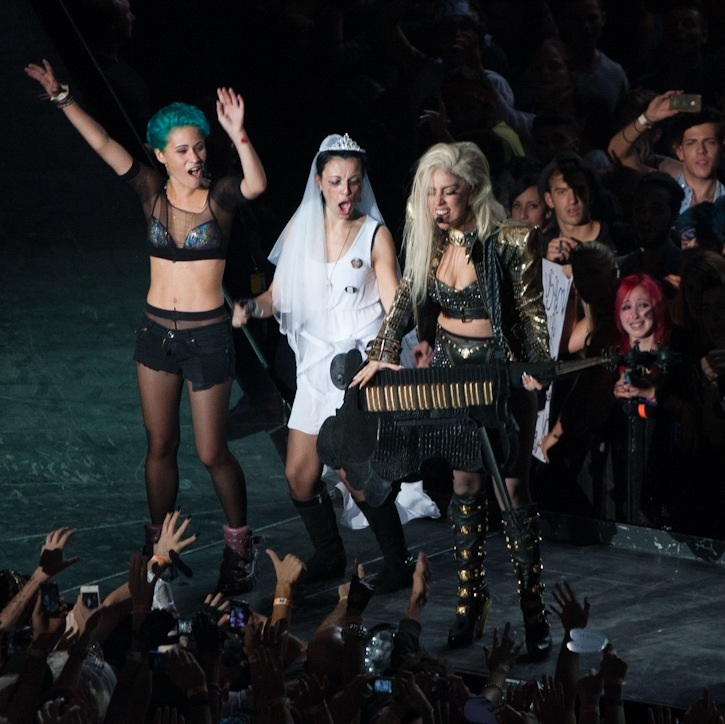
La cantante tocando un keytar durante «Marry the Night», canción que cierra el recital. Al momento de cantarla, Gaga lleva a algunos de sus fanes al escenario.

Los conciertos de Latinoamérica también fueron bien recibidos. En Costa Rica, la versión local del diario La Nación afirmó que: «no se puede negar que la cantante estadounidense Lady Gaga sabe lo que es ofrecer un espectáculo, en toda la extensión de la palabra [...] Un show cargado de luces e imponentes escenografías fueron los principales ingredientes de una gran noche». También que: «[ella] se mostró receptiva a las muestras de cariño que el público costarricense le llevó esta noche» y que en un momento «el público se derritió con sus palabras». La RCN Radio.com comentó posterior al concierto de Bogotá que la artista «dejó en el escenario su energía, profesionalismo y sencillez [...] Sus éxitos, los bailarines, el montaje de un castillo con luces de colores y la bandera de Colombia hicieron de éste un concierto considerado por muchos un concierto único e inolvidable». MTV Brasil aclamó el espectáculo de Río de Janeiro y afirmó que es comparable con obras musicales de Broadway. También alabó la «conexión fuerte y profunda con el público». Luego del concierto en Argentina, Laura Cabezas Hurtado de TN alabó la escenografía, los bailarines, la lista de canciones, «que trajo el mismo despliegue escénico al país que durante el resto de su gira, su energía y la humanidad que Gaga posee». Por su parte, el sitio EMOL de Chile, publicó después del concierto en Santiago: «La imaginería, las noticias y su propio esmero han ayudado a definir a Lady Gaga como una personalidad excéntrica e irreverente [...] Una estructura que se pliega y se abre según la ocasión, y por la que circulan músicos, bailarines y la propia Gaga, con todo a su disposición para desarrollar su espectáculo soñado». Mientras que en Lima, Perú, El Comercio alabó al recital, dijo que: «Su show que combinó increíbles coreografías, una de las mejores puestas en escena que haya visto la ciudad y una figura avasalladora y con baterías inacabables. Una dominatriz de emociones, la gran monarca, reina y señora de lo raro, de lo freak y lo inusual».

### Comercial

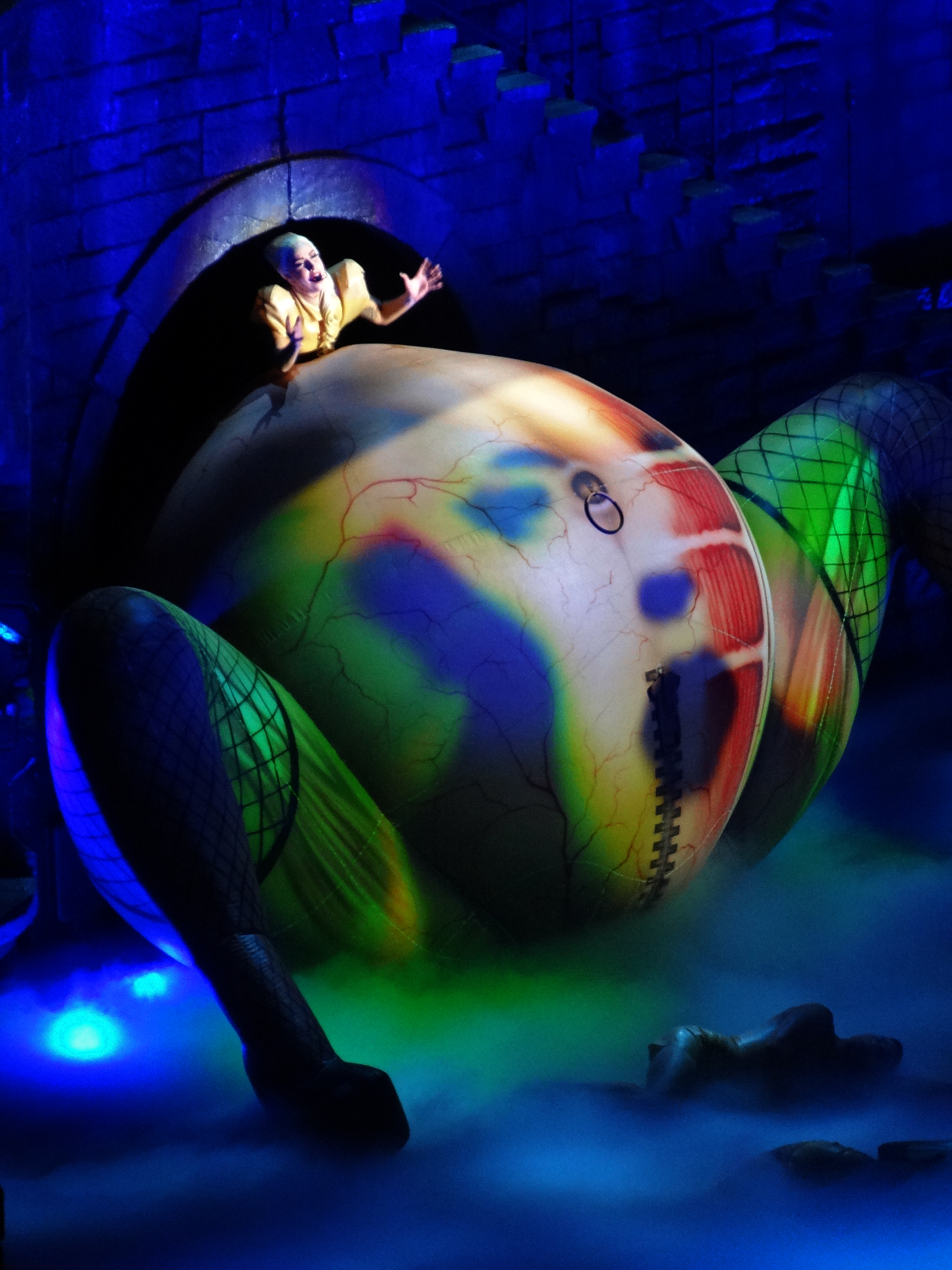
La artista cantando «Born This Way» mientras simula un parto.

Para los conciertos de la gira en Oceanía, las entradas fueron puestas a la venta el 17 de febrero a través de Ticketmaster y Ticketek. Poco después las entradas para las dos primeras presentaciones en Auckland, Nueva Zelanda se agotaron. En respuesta a la venta positiva en Australia y Nueva Zelanda, nueve fechas más se añadieron en el continente. En Hong Kong, se estima que 6 000 entradas de preventa estuvieron disponibles desde el 24 de febrero, sin embargo dichos boletos se agotaron en tres horas. Positivos resultados comerciales también se registraron en Taipéi, Tokio, Bangkok, Singapur, Seúl, y Yakarta, donde en este último las entradas se vendieron en un plazo de dos horas.
Varias publicaciones británicas indicaron que las entradas de preventa para los conciertos en el Reino Unido estaban vendiendo más allá de su demanda. Basándose en las búsquedas en Internet, Digital Spy estimó que dos millones de personas trataron de comprar un boleto de solo los 75 000 que estaban disponibles para las fechas de Londres y Mánchester. El 13 de abril, los boletos para ambas fechas fueron puestos a la venta oficialmente, agotando el concierto de Londres en tan solo cincuenta segundos y el de Mánchester en diez minutos. En París, Francia, Gaga se convirtió en la artista más joven que actuó en el Stade de France, en un concierto agotado de aproximadamente 71 000 personas, hasta la fecha en el recital propio más grande que ella ha hecho.
Sin embargo, las ventas en Latinoamérica no registraron la misma demanda, estando por debajo de las esperadas. El precio de los boletos en Colombia, Brasil y Perú bajaron dramáticamente y se ofrecieron ofertas de último momento, incluso regalando la mayoría de ellos.
Cuando salieron a la venta las entradas para las dos fechas en Sudáfrica, el servidor de ventas, Computicket, se estrelló bajo la presión de la gran cantidad de aficionados que intentaron comprar entradas para los conciertos. Como resultado, Computicket decidido cancelar la venta de entradas en línea hasta el día siguiente. En total, Gaga se presentó ante 65 000 personas que asistieron al Estadio Soccer City de Johannesburgo y 55 000 en el Estadio Green Point de Ciudad del Cabo, agotando ambos espectáculos.
En Norteamérica, todas las preventas se agotaron en cuestión de minutos y los boletos disponibles para el recital en el Madison Square Garden de Nueva York en tan solo 20 segundos. Además, sus recitales en Vancouver, Los Ángeles, Las Vegas, Toronto, Chicago, Filadelfia y Nueva York se vendieron en su totalidad en cuestión de minutos, lo que llevó a Live Nation a agregar nuevas funciones en estas ciudades.

## Cancelación
El 12 de febrero de 2013, Gaga anunció la cancelación de cuatro espectáculos en Chicago, Detroit y Ontario, por padecer una sinovitis. La cantante comentó que había ocultado la lesión a su equipo, esperando que se curase sola, pero que ya estaba imposibilitada para caminar. Sin embargo, al día siguiente, el equipo de la artista, Haus of Gaga, emitió un comunicado donde informó que la cantante necesitaría una operación para su cadera debido a un desgarre del labrum en el área de su cadera. Live Nation tomó la decisión de cancelar todos los espectáculos restantes de la gira para que así la cantante pudiera mejorarse más rápido. Asimismo, informó que la devolución del dinero de las entradas vendidas comenzaría a partir del 14 de febrero. El presidente de Live Nation, Arthur Fogel, describió a la situación como «una enorme decepción para ella, para sus fans, para todas las personas que trabajan en la gira [...] y para mi equipo». En un comunicado posterior a la operación, Gaga agradeció el apoyo de sus admiradores y dijo:

«Monsters, realmente me dieron mucha fuerza hoy. Todo sucedió tan rápido, pero cuando llegó el momento de enfrentarlo me sentí reflejada en muchas de las historias y experiencias que han compartido conmigo acerca de sus vidas. Conocerlos en el backstage, leer sus cartas, viéndolos comunicarse con fanáticos de todo el mundo para formar una comunidad que se apoya entre sí. Ustedes han volado mi mente por completo. Cuando me llevaron a cirugía hoy, pensé en todo su dolor y perseverancia, sus situaciones únicas con sus familias, los ambientes escolares, problemas de salud, falta de vivienda, las luchas por la identidad. A veces son tan valientes que me aterra. Me pregunto cómo es siquiera posible. Así que me dije a mí misma, estoy viva, estoy viviendo mi sueño, y esto es solo un bache en el camino. Estoy agradecida porque esto es temporal, y para algunos no lo es. Han cambiado mi vida. Los amo y estoy orgullosa de ser parte de sus vidas. Si pueden hacerlo, yo también puedo hacerlo, y si nos mantenemos unidos podemos superar cualquier cosa».

Dave Brooks, jefe de redacción de Venues Today, estimó que Live Nation perdería sumas millonarias a raíz de la inversión puesta en promoción en medios de comunicación.
Según Billboard, antes de completar las fechas restantes, la mayoría de los recitales cancelados estaban agotados. Si la gira hubiese sido completada, habría superado los 200 millones de dólares recaudados y convertido en la décima quinta gira musical más recaudadora de todos los tiempos. La cancelación de los veintiún conciertos restantes costó la devolución de veinticinco millones de dólares de las 200 000 entradas vendidas.

## Controversias

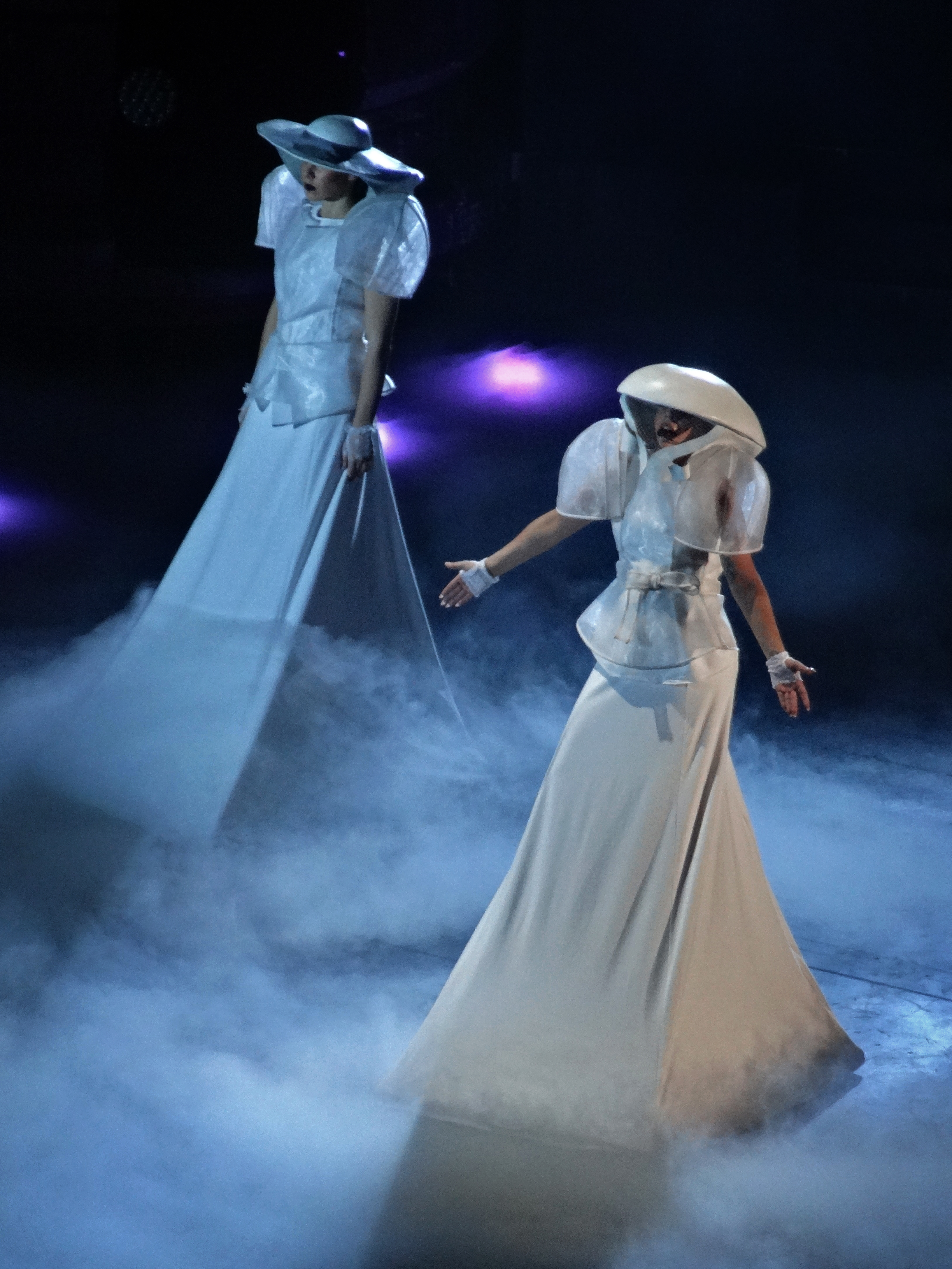
Gaga interpretando «Bloody Mary».

En Corea del Sur, el Civilians Network ridiculizó al espectáculo como muy homosexual y dijo que podría afectar a las personas jóvenes. Un pequeño grupo de protestantes religiosos realizaron una manifestación en frente del Estadio Olímpico de Seúl, donde se realizó el concierto. Yoon Jung-hoonel, jefe de uno de los grupos, comentó que «algunas personas pueden aceptar esto como otra cultura, pero su impacto es enorme, más allá del arte y las religiones. Incluso los adultos no pueden ver su actuación, es demasiado homosexual y pornográfica».
Cuando la cantante llegó a Filipinas el 19 de mayo, cerca de quinientos jóvenes cristianos se congregaron cerca del Mall of Asia Arena, recinto en el que se presentó, reclamando la cancelación del recital. Orlando Cutaran de la Hermandad Evangélica de Profesionales Cristianos, declaró que: «somos amantes de la paz. Nuestro objetivo no es causar violencia ni destruir nada para llamar la atención; sólo estamos tomando posición con respecto a las canciones y vídeos blasfemos de esta Lady Gaga». En respuesta a los acontecimientos, Allan Florenda, administrador filipino de la empresa que trajo a la cantante al país, indicó que: «Estamos listos en materia de seguridad. Tenemos a más de trescientos agentes de seguridad, que se agregan a los efectivos de la policía».
En mayo de 2012, Gaga comentó a través de su cuenta de Twitter: «Acabo de aterrizar en Bangkok [...] Lista para 50 000 monstruos tailandeses gritando. Quiero perderme en un mercado y comprar un Rolex falso». Los medios de Tailandia consideraron que el tuit fue racista y visto como un estereotipo negativo. Semanas después de su concierto en Tailandia, los miembros de varios departamentos del Gobierno del país presentaron una demanda pública en contra de Gaga por el mal uso de la bandera de dicha nación. Las quejas que vinieron fueron porque Gaga, mientras usaba un vestuario corto y provocativo, montó una motocicleta por el escenario con una bandera tailandesa atada a la parte trasera de esta.
Varios comentaristas conservadores se manifestaron en contra de la realización del recital en Indonesia. Cholil Ridwan, presidente de la oficina Islam del Consejo de Ulemas de Indonesia, proclamó la actuación en Yakarta de Gaga como prohibida para los musulmanes, añadiendo que la cantante tenía la intención de «destruir la moral de la nación», quien destacó que Gaga es la promoción del satanismo. Los miembros del Frente de Defensores del Islam dieron a conocer un comunicado en el que deseaban la cancelación del concierto, indicando:

«El permiso del concierto es emitido por la policía nacional, pero la policía de Yakarta no recomienda que el concierto se celebre [...] Vamos a anunciar o no vamos a emitir un permiso más adelante. Le pedimos a la policía nacional a tomar en consideración la oposición del público al concierto de Lady Gaga. Te guste o no, Lady Gaga enseña para adorar al diablo, que va en contra de las enseñanzas de religión alguna. Nosotros no aprobamos eso. No hay presión, solo una cuenta para prevenir los conflictos».

Como consecuencia, el gobierno de Indonesia se negó a conceder el permiso para Gaga, lo que obligó a cancelar su espectáculo en Yakarta.

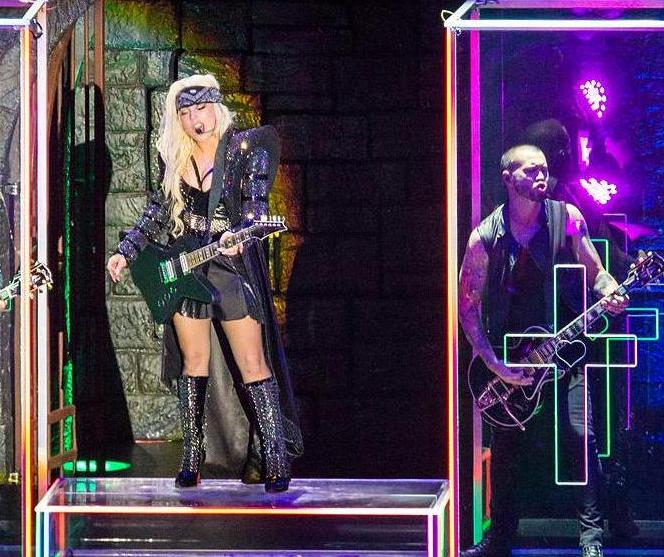
Lady Gaga interpretando «Electric Chapel» con su guitarra eléctrica.

Gaga causó más controversia en su concierto del 27 de junio en Melbourne, Australia, donde estrenó una canción llamada «Princess Die» que habla sobre el suicidio y las enfermedades mentales, inspirada en la Princesa Diana de Gales. Chris Wagner de Lifeline, un servicio de apoyo crisis internacional, dijo: «Lifeline está muy preocupado por la naturaleza del tema, particularmente en lo que claramente describe el método de suicidio y habla en profundidad sobre esto [...] Entendemos lo artístico y su expresión, pero las celebridades tienen que reconocer que son modelos a seguir para los jóvenes en la comunidad. Los jóvenes suelen vivir y respirar a través de las letras de las canciones de sus estrellas favoritas».
Durante el primer concierto de la cantante en Ámsterdam, mientras se producía el segmento de interacción con el público, un admirador tiró un porro de marihuana al escenario. Gaga luego lo encendió y se lo fumó en vivo. Mientras fumaba, Gaga describió la droga como «espiritual» y comentó que cambió su vida y que la ayuda con su música. Dado que el cannabis es legal en Ámsterdam, Gaga no fue penalizada, sin embargo fue criticada por ser un mal ejemplo para sus seguidores más jóvenes.
Un nuevo grupo de manifestantes religiosos se reunieron en un estacionamiento frente al Coliseo José Miguel Agrelot en San Juan, Puerto Rico un día antes del primer concierto en la isla. Mientras esto acontecía, unos admiradores que ya esperaban desde hace algunos días en el lugar, dijeron: «Primero tienen que respetar y evitar la confrontación. Si quieren orar pues que vengan. Tienen que ver el verdadero mensaje de Lady Gaga, eso de los rituales es falso. Todo el mundo critica y ve el exterior. Lady Gaga ha plantado bandera al reconocer y aceptarnos como somos... con nuestra sexualidad. Pero ellos, los religiosos, son los primeros en rechazarnos».

## Actos de apertura
- Zedd - (Asia y Oceanía).
- Lady Starlight - (Oceanía, Europa, Latinoamérica, África, Norteamérica y fechas seleccionadas).[80][81][80]
- The Darkness - (Europa, Latinoamérica, África y fechas seleccionadas).[80][81]
- DJ Melissa O - (Costa Rica).[82]
- DJ Fabrício Peçanha - (Porto Alegre).[83]
- DIVA - (Paraguay).[84]
- Madeon - (Norteamérica).[85]

## Lista de canciones
Acto I
1. «Highway Unicorn (Road to Love)»
2. «Government Hooker»
3. «Born This Way»
4. «Black Jesus † Amen Fashion»
5. «Bloody Mary»
6. «Bad Romance»
7. «Judas»  (no interpretada el 6 de noviembre)

Acto II
1. «Fashion of His Love»
2. «Just Dance»
3. «Love Game»
4. «Telephone»

Acto III
1. «Heavy Metal Lover»
2. «Bad Kids»
3. «Part Of Your World» (solo interpretada el 26 de noviembre)[86]
4. «Eh, Eh (Nothing Else I Can Say) (acústica) (solo interpretada el 6 de noviembre)
5. «Hair»
6. «Imagine» (solo interpretada el 8 y 9 de septiembre)[87][88]
7. «Princess Die» (añadida al repertorio desde el 27 de junio de 2012)
8. «The Queen» (añadida al repertorio desde el 11 de enero de 2013)
9. «Stuck On Fuckin' You» (solo interpretada el 16 de noviembre)[89]
10. «Born This Way» (a cappella) (solo interpretada el 3 de diciembre)[90]
11. «Yoü and I»
12. «Electric Chapel»

Acto IV
1. «Americano»
2. «Poker Face»
3. «Alejandro»

Acto V
1. «Paparazzi» (no interpretada el 26 de octubre)[91]
2. «Scheiße»

Encore
1. «The Edge Of Glory» (no interpretada el 26 de octubre)[91]
2. «Marry The Night»
3. «Cake Like Lady Gaga» (solo interpretada el 9 de noviembre)[92]

Fuente:

## Fechas de la gira y recaudación
| Asia — Etapa I           |                   |                |                                                        |                             |               |
| 27 de abril de 2012      | Seúl              | Corea del Sur  | Estadio Olímpico de Seúl                               | 51 684 / 51 684 (100%)      | $3 084 172    |
| 2 de mayo de 2012        | Hong Kong         | Hong Kong      | AsiaWorld–Arena                                        | 51 613 / 51 613 (100%)      | $7 893 195    |
| 3 de mayo de 2012        | Hong Kong         | Hong Kong      | AsiaWorld–Arena                                        | 51 613 / 51 613 (100%)      | $7 893 195    |
| 5 de mayo de 2012        | Hong Kong         | Hong Kong      | AsiaWorld–Arena                                        | 51 613 / 51 613 (100%)      | $7 893 195    |
| 7 de mayo de 2012        | Hong Kong         | Hong Kong      | AsiaWorld–Arena                                        | 51 613 / 51 613 (100%)      | $7 893 195    |
| 10 de mayo de 2012       | Saitama           | Japón          | Saitama Super Arena                                    | 96 550 / 96 550 (100%)      | $18 339 701   |
| 12 de mayo de 2012       | Saitama           | Japón          | Saitama Super Arena                                    | 96 550 / 96 550 (100%)      | $18 339 701   |
| 13 de mayo de 2012       | Saitama           | Japón          | Saitama Super Arena                                    | 96 550 / 96 550 (100%)      | $18 339 701   |
| 17 de mayo de 2012       | Taipéi            | Taiwán         | TWTC Nangang                                           | 22 173 / 22 173 (100%)      | $4 274 243    |
| 18 de mayo de 2012       | Taipéi            | Taiwán         | TWTC Nangang                                           | 22 173 / 22 173 (100%)      | $4 274 243    |
| 21 de mayo de 2012       | Pásay             | Filipinas      | Mall of Asia Arena                                     | 18 915 / 18 915 (100%)      | $1 275 387    |
| 22 de mayo de 2012       | Pásay             | Filipinas      | Mall of Asia Arena                                     | 18 915 / 18 915 (100%)      | $1 275 387    |
| 25 de mayo de 2012       | Bangkok           | Tailandia      | Estadio Rajamangala                                    | 41 478 / 41 478 (100%)      | $4 299 376    |
| 28 de mayo de 2012       | Singapur          | Singapur       | Estadio Cubierto de Singapur                           | 30 952 / 30 952 (100%)      | $4 744 331    |
| 29 de mayo de 2012       | Singapur          | Singapur       | Estadio Cubierto de Singapur                           | 30 952 / 30 952 (100%)      | $4 744 331    |
| 31 de mayo de 2012       | Singapur          | Singapur       | Estadio Cubierto de Singapur                           | 30 952 / 30 952 (100%)      | $4 744 331    |
| Oceanía — Etapa II       |                   |                |                                                        |                             |               |
| 7 de junio de 2012       | Auckland          | Nueva Zelanda  | Vector Arena                                           | 34 367 / 34 367 (100%)      | $3 669 324    |
| 8 de junio de 2012       | Auckland          | Nueva Zelanda  | Vector Arena                                           | 34 367 / 34 367 (100%)      | $3 669 324    |
| 10 de junio de 2012      | Auckland          | Nueva Zelanda  | Vector Arena                                           | 34 367 / 34 367 (100%)      | $3 669 324    |
| 13 de junio de 2012      | Brisbane          | Australia      | Brisbane Entertainment Centre                          | 31 326 / 31 326 (100%)      | $4 289 453    |
| 14 de junio de 2012      | Brisbane          | Australia      | Brisbane Entertainment Centre                          | 31 326 / 31 326 (100%)      | $4 289 453    |
| 16 de junio de 2012      | Brisbane          | Australia      | Brisbane Entertainment Centre                          | 31 326 / 31 326 (100%)      | $4 289 453    |
| 20 de junio de 2012      | Sídney            | Australia      | Allpones Arena                                         | 54 774 / 54 774 (100%)      | $7 563 088    |
| 21 de junio de 2012      | Sídney            | Australia      | Allpones Arena                                         | 54 774 / 54 774 (100%)      | $7 563 088    |
| 23 de junio de 2012      | Sídney            | Australia      | Allpones Arena                                         | 54 774 / 54 774 (100%)      | $7 563 088    |
| 24 de junio de 2012      | Sídney            | Australia      | Allpones Arena                                         | 54 774 / 54 774 (100%)      | $7 563 088    |
| 27 de junio de 2012      | Melbourne         | Australia      | Rod Laver Arena                                        | 60 031 / 60 031 (100%)      | $8 169 642    |
| 28 de junio de 2012      | Melbourne         | Australia      | Rod Laver Arena                                        | 60 031 / 60 031 (100%)      | $8 169 642    |
| 30 de junio de 2012      | Melbourne         | Australia      | Rod Laver Arena                                        | 60 031 / 60 031 (100%)      | $8 169 642    |
| 1 de julio de 2012       | Melbourne         | Australia      | Rod Laver Arena                                        | 60 031 / 60 031 (100%)      | $8 169 642    |
| 3 de julio de 2012       | Melbourne         | Australia      | Rod Laver Arena                                        | 60 031 / 60 031 (100%)      | $8 169 642    |
| 7 de julio de 2012       | Perth             | Australia      | Burswood Dome                                          | 32 046 / 32 046 (100%)      | $3 696 277    |
| 8 de julio de 2012       | Perth             | Australia      | Burswood Dome                                          | 32 046 / 32 046 (100%)      | $3 696 277    |
| Europa — Etapa III       |                   |                |                                                        |                             |               |
| 14 de agosto de 2012     | Sofía             | Bulgaria       | Arena Armeets                                          | 8705 / 8705 (100%)          | $489 708      |
| 16 de agosto de 2012     | Bucarest          | Rumania        | Piața Constituției                                     | 22 602 / 22 602 (100%)      | $627 303      |
| 18 de agosto de 2012     | Vienna            | Austria        | Wiener Stadthalle                                      | 13 826 / 13 826 (100%)      | $1 213 814    |
| 21 de agosto de 2012     | Vilna             | Lituania       | Vingis Park                                            | 14 853 / 14 853 (100%)      | $1 004 182    |
| 23 de agosto de 2012     | Riga              | Letonia        | Mežaparks                                              | 12 974 / 12 974 (100%)      | $587 997      |
| 25 de agosto de 2012     | Tallin            | Estonia        | Tallinn Song Festival Grounds                          | 16 191 / 16 191 (100%)      | $1 011 992    |
| 27 de agosto de 2012     | Helsinki          | Finlandia      | Hartwall Arena                                         | 19 793 / 19 793 (100%)      | $2 043 247    |
| 28 de agosto de 2012     | Helsinki          | Finlandia      | Hartwall Arena                                         | 19 793 / 19 793 (100%)      | $2 043 247    |
| 30 de agosto de 2012     | Estocolmo         | Suecia         | Globen Arena                                           | 27 447 / 27 447 (100%)      | $2 848 530    |
| 31 de agosto de 2012     | Estocolmo         | Suecia         | Globen Arena                                           | 27 447 / 27 447 (100%)      | $2 848 530    |
| 2 de septiembre de 2012  | Copenhague        | Dinamarca      | Parken Stadion                                         | 27 819 / 27 819 (100%)      | $2 223 471    |
| 4 de septiembre de 2012  | Colonia           | Alemania       | Lanxess Arena                                          | 25 123 / 25 123 (100%)      | $2 312 695    |
| 5 de septiembre de 2012  | Colonia           | Alemania       | Lanxess Arena                                          | 25 123 / 25 123 (100%)      | $2 312 695    |
| 8 de septiembre de 2012  | Londres           | Reino Unido    | Twickenham Stadium                                     | 101 250 / 101 250 (100%)    | $10 714 991   |
| 9 de septiembre de 2012  | Londres           | Reino Unido    | Twickenham Stadium                                     | 101 250 / 101 250 (100%)    | $10 714 991   |
| 11 de septiembre de 2012 | Mánchester        | Reino Unido    | Manchester Arena                                       | 15 543 / 15 543 (100%)      | $1 795        |
| 15 de septiembre de 2012 | Dublín            | Irlanda        | Estadio Aviva                                          | 37 005 / 37 005 (100%)      | $3 523 340    |
| 17 de septiembre de 2012 | Ámsterdam         | Países Bajos   | Ziggo Dome                                             | 26 375 / 26 375 (100%)      | $2 462 977    |
| 18 de septiembre de 2012 | Ámsterdam         | Países Bajos   | Ziggo Dome                                             | 26 375 / 26 375 (100%)      | $2 462 977    |
| 20 de septiembre de 2014 | Berlín            | Alemania       | O2 World                                               | 11 968 / 11 968 (100%)      | $1 138 313    |
| 22 de septiembre de 2012 | París             | Francia        | Stade de France                                        | 70 617 / 70 617 (100%)      | $6 367 305    |
| 24 de septiembre de 2012 | Hannover          | Alemania       | TUI Arena                                              | 10 816 / 10 816 (100%)      | $1 075 831    |
| 26 de septiembre de 2012 | Zúrich            | Suiza          | Hallenstadion                                          | 26 626 / 26 626 (100%)      | $3 035 010    |
| 27 de septiembre de 2012 | Zúrich            | Suiza          | Hallenstadion                                          | 26 626 / 26 626 (100%)      | $3 035 010    |
| 29 de septiembre de 2012 | Amberes           | Bélgica        | Sportpaleis                                            | 33 539 / 33 539 (100%)      | $2 948 685    |
| 30 de septiembre de 2012 | Amberes           | Bélgica        | Sportpaleis                                            | 33 539 / 33 539 (100%)      | $2 948 685    |
| 2 de octubre de 2012     | Milán             | Italia         | Mediolanum Forum                                       | 10 753 / 10 753 (100%)      | $1 119 536    |
| 3 de octubre de 2012     | Niza              | Francia        | Palais Nikaia                                          | 13 169 / 13 169 (100%)      | $1 088 012    |
| 4 de octubre de 2012     | Niza              | Francia        | Palais Nikaia                                          | 13 169 / 13 169 (100%)      | $1 088 012    |
| 6 de octubre de 2012     | Barcelona         | España         | Palau Sant Jordi                                       | 16 934 / 16 934 (100%)      | $1 705 685    |
| Latinoamérica — Etapa IV |                   |                |                                                        |                             |               |
| 26 de octubre de 2012    | Ciudad de México  | México         | Foro Sol                                               | 37 260 / 37 260 (100%)      | $2 666 769    |
| 30 de octubre de 2012    | San Juan          | Puerto Rico    | Coliseo José Miguel Agrelot                            | 21 262 / 21 262 (100%)      | $2 242 937    |
| 31 de octubre de 2012    | San Juan          | Puerto Rico    | Coliseo José Miguel Agrelot                            | 21 262 / 21 262 (100%)      | $2 242 937    |
| 3 de noviembre de 2012   | San José          | Costa Rica     | Estadio Nacional                                       | 29 014 / 29 014 (100%)      | $1 661 029    |
| 6 de noviembre de 2012   | Bogotá            | Colombia       | Estadio El Campín                                      | 30 546 / 36 335 (84%)       | $2 465 994    |
| 9 de noviembre de 2012   | Río de Janeiro    | Brasil         | Parque dos Atletas                                     | 26 167 / 26 167 (100%)      | $2 218 846    |
| 11 de noviembre de 2012  | São Paulo         | Brasil         | Estadio Morumbi                                        | 43 137 / 43 137 (100%)      | $4 293 859    |
| 13 de noviembre de 2012  | Porto Alegre      | Brasil         | FIERGS Parking Lot                                     | 9918 / 9918 (100%)          | $923 379      |
| 16 de noviembre de 2012  | Buenos Aires      | Argentina      | Estadio RIVER Plate                                    | 45 007 / 45 007 (100%)      | $3 988 565    |
| 20 de noviembre de 2012  | Santiago de Chile | Chile          | Estadio Nacional de Chile                              | 42 416 / 42 416 (100%)      | $2 849 707    |
| 23 de noviembre de 2012  | Lima              | Perú           | Estadio de la Universidad Nacional Mayor de San Marcos | 36 163 / 36 163 (100%)      | $1 732        |
| 26 de noviembre de 2012  | Asunción          | Paraguay       | Hipódromo de Asunción                                  | 26 481 / 26 481 (100%)      | $1 107 371    |
| África — Etapa V         |                   |                |                                                        |                             |               |
| 30 de noviembre de 2012  | Johannesburgo     | Sudáfrica      | Estadio FNB                                            | 56 900 / 56 900 (100%)      | $3 270 764    |
| 3 de diciembre de 2012   | Ciudad del Cabo   | Sudáfrica      | Estadio de Ciudad del Cabo                             | 39 527 / 39 527 (100%)      | $2 285 389    |
| Europa — Etapa VI        |                   |                |                                                        |                             |               |
| 6 de diciembre de 2012   | Oslo              | Noruega        | Telenor Arena                                          | 14 566 / 14 566 (100%)      | $1 748 812    |
| 9 de diciembre de 2012   | San Petersburgo   | Rusia          | SKK Peterburgsky                                       | 11 127 / 11 127 (100%)      | $1 434 499    |
| 12 de diciembre de 2012  | Moscú             | Rusia          | Estadio Olimpiski                                      | 19 522 / 19 522 (100%)      | $4 022 660    |
| Norteamérica — Etapa VII |                   |                |                                                        |                             |               |
| 11 de enero de 2013      | Vancouver         | Canadá         | Rogers Arena                                           | 30 054 / 30 054 (100%)      | $2 891 441    |
| 12 de enero de 2013      | Vancouver         | Canadá         | Rogers Arena                                           | 30 054 / 30 054 (100%)      | $2 891 441    |
| 14 de enero de 2013      | Tacoma            | Estados Unidos | Tacoma Dome                                            | 14 185 / 14 185 (100%)      | $1 258 450    |
| 15 de enero de 2013      | Portland          | Estados Unidos | Rose Garden Arena                                      | 8853 / 8853 (100%)          | $791 496      |
| 17 de enero de 2013      | San José          | Estados Unidos | HP Pavilion at San Jose                                | 11 465 / 11 465 (100%)      | $1 498 246    |
| 20 de enero de 2013      | Los Ángeles       | Estados Unidos | Staples Center                                         | 24 412 / 24 412 (100%)      | $3 082 251    |
| 21 de enero de 2013      | Los Ángeles       | Estados Unidos | Staples Center                                         | 24 412 / 24 412 (100%)      | $3 082 251    |
| 23 de enero de 2013      | Phoenix           | Estados Unidos | US Airways Center                                      | No disponible               | No disponible |
| 25 de enero de 2013      | Las Vegas         | Estados Unidos | MGM Grand Garden Arena                                 | No disponible               | No disponible |
| 26 de enero de 2013      | Las Vegas         | Estados Unidos | MGM Grand Garden Arena                                 | No disponible               | No disponible |
| 29 de enero de 2013      | Dallas            | Estados Unidos | American Airlines Center                               | No disponible               | No disponible |
| 31 de enero de 2013      | Houston           | Estados Unidos | Toyota Center                                          | No disponible               | No disponible |
| 2 de febrero de 2013     | San Luis          | Estados Unidos | Scottrade Center                                       | No disponible               | No disponible |
| 4 de febrero de 2013     | Kansas City       | Estados Unidos | Sprint Center                                          | No disponible               | No disponible |
| 6 de febrero de 2013     | Saint Paul        | Estados Unidos | Xcel Energy Center                                     | No disponible               | No disponible |
| 8 de febrero de 2013     | Toronto           | Canadá         | Air Canada Centre                                      | 24 874 / 24 874 (100%)      | $3 414 886    |
| 9 de febrero de 2013     | Toronto           | Canadá         | Air Canada Centre                                      | 24 874 / 24 874 (100%)      | $3 414 886    |
| 11 de febrero de 2013    | Montreal          | Canadá         | Bell Centre                                            | No disponible               | No disponible |
| Total                    | Total             | Total          | Total                                                  | 1 692 693 / 1 698 482 (99%) | $174 586 690  |

### Conciertos cancelados y/o reprogramados
| Fecha                 | Ciudad           | País           | Lugar                      | Motivo |
| --------------------- | ---------------- | -------------- | -------------------------- | --- |
| 3 de junio de 2012    | Yakarta          | Indonesia      | Estadio Bung Karno         | Protestas religiosas.                                                                                         |
| 14 de agosto de 2012  | Sofía            | Bulgaria       | Estadio Vasil Levski       | Movido a la Arena Armeec por razones logísticas.                                                              |
| 16 de agosto de 2012  | Bucarest         | Rumania        | Arena Națională            | Movido a la Piaţa Constituţiei por razones de logística dado un partido de fútbol días antes del espectáculo. |
| 4 de octubre de 2012  | Niza             | Francia        | Stade Charles-Ehrmann      | Movido al Palais Nikaia los días 3 y 4 de octubre.                                                            |
| 13 de febrero de 2013 | Chicago          | Estados Unidos | United Center              | Operación de cadera de la cantante                                                                            |
| 14 de febrero de 2013 | Chicago          | Estados Unidos | United Center              | Operación de cadera de la cantante                                                                            |
| 16 de febrero de 2013 | Auburn Hills     | Estados Unidos | The Palace of Auburn Hills | Operación de cadera de la cantante                                                                            |
| 17 de febrero de 2013 | Hamilton         | Canadá         | Copps Coliseum             | Operación de cadera de la cantante                                                                            |
| 19 de febrero de 2013 | Filadelfia       | Estados Unidos | Wells Fargo Center         | Operación de cadera de la cantante                                                                            |
| 20 de febrero de 2013 | Filadelfia       | Estados Unidos | Wells Fargo Center         | Operación de cadera de la cantante                                                                            |
| 22 de febrero de 2013 | Nueva York       | Estados Unidos | Madison Square Garden      | Operación de cadera de la cantante                                                                            |
| 23 de febrero de 2013 | Nueva York       | Estados Unidos | Madison Square Garden      | Operación de cadera de la cantante                                                                            |
| 25 de febrero de 2013 | Washington D. C. | Estados Unidos | Verizon Center             | Operación de cadera de la cantante                                                                            |
| 27 de febrero de 2013 | Boston           | Estados Unidos | TD Garden                  | Operación de cadera de la cantante                                                                            |
| 2 de marzo de 2013    | University Park  | Estados Unidos | Bryce Jordan Center        | Operación de cadera de la cantante                                                                            |
| 3 de marzo de 2013    | Uncasville       | Estados Unidos | Mohegan Sun Arena          | Operación de cadera de la cantante                                                                            |
| 6 de marzo de 2013    | Nueva York       | Estados Unidos | Barclays Center            | Operación de cadera de la cantante                                                                            |
| 7 de marzo de 2013    | Nueva York       | Estados Unidos | Barclays Center            | Operación de cadera de la cantante                                                                            |
| 10 de marzo de 2013   | Nashville        | Estados Unidos | Bridgestone Arena          | Operación de cadera de la cantante                                                                            |
| 11 de marzo de 2013   | Atlanta          | Estados Unidos | Philips Arena              | Operación de cadera de la cantante                                                                            |
| 13 de marzo de 2013   | Tampa            | Estados Unidos | Tampa Bay Times Forum      | Operación de cadera de la cantante                                                                            |
| 15 de marzo de 2013   | Fort Lauderdale  | Estados Unidos | BankAtlantic Center        | Operación de cadera de la cantante                                                                            |
| 16 de marzo de 2013   | Miami            | Estados Unidos | American Airlines Arena    | Operación de cadera de la cantante                                                                            |
| 18 de marzo de 2013   | Greensboro       | Estados Unidos | Greensboro Coliseum        | Operación de cadera de la cantante                                                                            |
| 20 de marzo de 2013   | Tulsa            | Estados Unidos | BOK Center                 | Operación de cadera de la cantante                                                                            |

## Personal
| - Director visual - Richard Jackson - Directora artística - Marla Weinhoff - Productor ejecutivo - Mo Morrison - Arquitecto de escenario - Mark Fisher - Directora de moda - Nicola Formichetti - Diseño de los trajes - Haus of Gaga, Christian Dada, Armani, Versace, Moschino y Void of Course. - Coreografío - Richard Jackson - Vestuario - Perry Meek y Tony Villanueva - Estilista - Brandon Maxwell - Estilista de cabello - Frederic Aspiras - Maquillaje - Tara Savelo y Sara Nicole Tanno - Director de vídeo - Steven Fatone - Director de iluminación - Calvin Mosier - Mánager - Troy Carter | - Director de escenario - Richard Jackson. - Fabricador de escenario - Tait Towers. - Promotor - Live Nation Global Touring. - Bailarines - Amanda Balen, David Lei Brandt, Graham Breitenstein, Montana Efaw, Kevin Frey, Knicole Haggins, Asiel Hardison, Jeremy Hudson, Mark Kanemura, Ian McKenzie, Sloan-Taylor Rabinor y Victor Rojas. - Lady Gaga - Voz principal, piano, keytar y guitarra eléctrica. - Lanar Brantley - Bajo. - George McCurdy - Batería. - Brockett Parsons - Teclados. - Tim Steward - Guitarra eléctrica. - Ricky Tillo - Guitarra eléctrica. - Joe Wilson - Director musical. |

Fuente: Programa del The Born This Way Ball.